# Akunk', Kotajk (ort)
Akunk (armeniska: Akunk’) är en ort i Armenien. Den ligger i provinsen Kotajk, i den centrala delen av landet, 17 kilometer nordost om huvudstaden Jerevan. Akunk ligger 1 454 meter över havet och antalet invånare är 1 787.
Terrängen runt Akunk är lite bergig. Runt Akunk är det ganska tätbefolkat, med 149 invånare per kvadratkilometer.. Närmaste större samhälle är Jerevan, 17,5 kilometer sydväst om Akunk. 
Trakten runt Akunk består i huvudsak av gräsmarker.